# Liga Española de Baloncesto 1968-1969
La Liga Española de Baloncesto 1968-1969 è stata la 13ª edizione del massimo campionato spagnolo di pallacanestro maschile. La vittoria finale è stata ad appannaggio del Real Madrid.

## Risultati

### Stagione regolare
|     | Squadra                | G  | V  | N | P  | PF    | PS    | P.ti | Qualificazione                    |
| --- | ---------------------- | -- | -- | - | -- | ----- | ----- | ---- | --------------------------------- |
| 1.  | Real Madrid            | 22 | 18 | 1 | 3  | 2.032 | 1.474 | 37   |                                   |
| 2.  | Juventud Badalona      | 22 | 15 | 3 | 4  | 1.649 | 1.378 | 33   |                                   |
| 3.  | Picadero JC            | 22 | 16 | 0 | 6  | 1.743 | 1.514 | 32   |                                   |
| 4.  | Kas                    | 22 | 14 | 0 | 8  | 1.496 | 1.386 | 28   |                                   |
| 5.  | Estudiantes            | 22 | 12 | 0 | 10 | 1.703 | 1.623 | 22   |                                   |
| 6.  | Atl. San Sebastián     | 22 | 9  | 0 | 13 | 1.218 | 1.432 | 18   |                                   |
| 7.  | Barcellona             | 22 | 8  | 1 | 13 | 1.469 | 1.527 | 17   |                                   |
| 8.  | CD Mataró              | 22 | 8  | 1 | 13 | 1.582 | 1.612 | 17   |                                   |
| 9.  | Sant Josep Badalona    | 22 | 8  | 1 | 13 | 1.661 | 1.783 | 17   | spareggi retrocessione/promozione |
| 10. | RC Náutico de Tenerife | 22 | 7  | 0 | 15 | 1.265 | 1.629 | 14   | spareggi retrocessione/promozione |
| 11. | Manresa                | 22 | 7  | 0 | 15 | 1.414 | 1.635 | 14   | retrocesse in Segunda División    |
| 12. | Bosco La Coruña        | 22 | 6  | 1 | 15 | 1.389 | 1.628 | 13   | retrocesse in Segunda División    |

| Liga Española de Baloncesto 1968-1969 |
| ------------------------------------- |
| Real Madrid 11º titolo                |

### Spareggi retrocessione/promozione
| Squadra 1              | Totale  | Squadra 2          | Andata | Ritorno |
| ---------------------- | ------- | ------------------ | ------ | ------- |
| Sant Josep Badalona    | 132–125 | UDR Pineda         | 69–57  | 63–68   |
| RC Náutico de Tenerife | 141-119 | Club Fiber Urcelay | 77–45  | 64–74   |

## Formazione vincitrice
| N° | Naz.                   | Ruolo | Sportivo            |  | Alt. |  |
| -- | ---------------------- | ----- | ------------------- |  | ---- |  |
| 4  | Spagna (bandiera)      | G     | Ramón Guardiola     |  | 192  |  |
| 5  | Spagna (bandiera)      | P     | Vicente Ramos       |  | 180  |  |
| 6  | Spagna (bandiera)      | C     | Cristóbal Rodríguez |  | 202  |  |
| 7  | Spagna (bandiera)      | P     | Carmelo Cabrera     |  | 183  |  |
| 8  | Spagna (bandiera)      | AP    | Vicente Paniagua    |  | 194  |  |
| 9  | Spagna (bandiera)      | A     | Toncho Nava         |  | 190  |  |
| 10 | Spagna (bandiera)      | AP    | Emiliano Rodríguez  |  | 191  |  |
| 11 | Spagna (bandiera)      | A     | Carlos Sevillano    |  | 183  |  |
| 12 | Stati Uniti (bandiera) | C     | Miles Aiken         |  | 198  |  |
| 13 | Spagna (bandiera)      | C     | Clifford Luyk       |  | 202  |  |
| 14 | Spagna (bandiera)      | AP    | Wayne Brabender     |  | 193  |  |
| 15 | Spagna (bandiera)      | P     | José Ramón Ramos    |  |      |  |
|    | Spagna (bandiera)      | All.  | Pedro Ferrándiz     |  |      |  |